# Почётные знаки Кировской области
== История и статус ==
Законом Кировской области от 8 октября 2007 г. № 170-ЗО «О почётных знаках Кировской области» в целях поощрения граждан за большой вклад в социально-экономическое и культурное развитие Кировской области, деятельность, способствующую её процветанию, и высокое профессиональное мастерство учреждены почётные знаки Кировской области:
- «За заслуги перед Кировской областью»
- «За милосердие и благотворительность»
- «Надежда Кировской области»

Согласно закону:
почётный знак «За заслуги перед Кировской областью»

является высшей формой поощрения граждан за выдающиеся заслуги и достижения в экономике, науке, производстве, строительстве, сельском хозяйстве, в подготовке высококвалифицированных кадров, воспитании подрастающего поколения, охране здоровья населения, поддержании законности и правопорядка, государственном управлении и местном самоуправлении, за значительный вклад в развитие культуры, физической культуры и спорта, социальной сферы, улучшение экологии и иные заслуги

почётный знак «За милосердие и благотворительность»

является формой поощрения граждан за проявленное милосердие, плодотворную общественную и благотворительную деятельность, направленную на развитие науки, культуры, искусства, здравоохранения, образования в Кировской области

почётный знак «Надежда Кировской области»

является формой поощрения талантливой молодежи в возрасте до 30 лет (включительно), проживающей на территории Кировской области, за выдающиеся успехи в учебе, науке и технике, спорте, искусстве, производстве и иных сферах общественной жизни

Законом Кировской области от 22 июля 2011 г. № 29-ЗО «О внесении изменений в отдельные законы Кировской области» учреждены почётные знаки:
- «За безупречную государственную службу»
- «За безупречную муниципальную службу»

Согласно закону:
почётный знак «За безупречную государственную службу»

является формой поощрения граждан Российской Федерации, замещающих (замещавших) государственные должности Кировской области, должности государственной гражданской службы Кировской области, за многолетнюю (не менее 15 лет), безупречную и эффективную государственную гражданскую службу, за вклад в социально-экономическое развитие Кировской области

почётный знак «За безупречную муниципальную службу»

является формой поощрения граждан Российской Федерации, замещающих (замещавших) муниципальные должности, должности муниципальной службы в Кировской области, за многолетнюю (не менее 15 лет), безупречную и эффективную муниципальную службу, за вклад в развитие местного самоуправления

Постановлением Правительства Кировской области от 22 мая 2012 г. № 153/277 «О почётных знаках «Трудовая слава» и «Трудовая династия» утверждены почётные знаки:
- «Трудовая слава»[4]
- «Трудовая династия»[5]

Согласно Положению о почётном знаке «Трудовая династия», утвежденному постановлением Правительства Кировской области от 22 мая 2012 г. № 153/277:

под трудовой династией рассматриваются члены одной семьи и их близкие родственники в количестве трех человек и более, занятые в настоящее время или работавшие до выхода на пенсию в одной организации в общей сложности не менее 50 лет. Главой династии признается её представитель, ранее всех начавший трудовую деятельность в организации

Законом Кировской области от 6 июля 2012 г. № 180-ЗО «О внесении изменений в статью 2 Закона Кировской области «О почётных знаках Кировской области» учрежден почётный знак «Доблесть и усердие».
Согласно закону:
почётный знак «Доблесть и усердие»

является формой поощрения граждан Российской Федерации за мужество и отвагу, проявленные при исполнении воинского, служебного или гражданского долга по защите прав и законных интересов граждан, за смелые и решительные действия при спасении людей в условиях чрезвычайных обстоятельств и другие проявления гражданской доблести в условиях, сопряженных с риском для жизни, а также безупречное исполнение служебных обязанностей и верность служебному долгу

Законом Кировской области от 26 июля 2012 г. № 189-ЗО «О внесении изменений в Закон Кировской области «О почётных знаках Кировской области» и об отмене Закона Кировской области «О внесении изменений в статью 2 Закона Кировской области «О почётных знаках Кировской области» учреждены почётные знаки:
- «Трудовая слава»[8]
- «Педагогическая слава»[9]

Согласно закону:
почётный знак «Трудовая слава»

является формой поощрения граждан Российской  Федерации, занятых в сфере производства продукции (выполнения работ, оказания услуг), имеющих стаж работы в указанной сфере 10 и более лет, в том числе в занимаемой должности в организации, осуществляющей деятельность в указанной сфере, не менее 5 лет, за безупречную работу, высокий профессионализм и стабильные показатели в труде, эффективное внедрение новых технологий

почётный знак «Педагогическая слава»

является формой поощрения граждан Российской Федерации, имеющих стаж работы в сфере образования не менее 10 лет и высшую либо первую квалификационную категорию, за высокие и стабильные результаты в организации и совершенствовании образовательного процесса, формировании интеллектуального, культурного и нравственного развития личности; за внедрение в учебный процесс новых технологий обучения, современных форм и методов организации и проведения занятий; за достижения в международных, федеральных, областных образовательных и научно-технических программах, проектах и исследованиях; за успехи в практической подготовке обучающихся, развитии их творческой активности и деятельности

Награждение всеми почётными знаками, за исключением почётных знаков «Трудовая слава» и «Трудовая династия», производится указами Губернатора Кировской области на основании заключения комиссии по награждению почётными знаками Кировской области, награждение почётными знаками «Трудовая слава» и «Трудовая династия» производится распоряжениями Правительства Кировской области на основании заключения комиссии по награждению почётными знаками «Трудовая слава» и «Трудовая династия».
Описание почётных знаков утверждено распоряжением Губернатора Кировской области от 11 декабря 2008 г. № 38 «Об утверждении описаний почётных знаков Кировской области и бланка удостоверения к ним» (действует в редакции распоряжений Губернатора Кировской области от 25 марта 2009 г. № 18, от 2 сентября 2010 г. № 30, от 4 августа 2011 г. № 23), от 16 июля 2012 г. № 19 и от 7 августа 2012 г. № 22 .
Описание почётного знака «Трудовая династия» утверждено постановлением Правительства Кировской области от 22 мая 2012 г. № 153/277.
Первое награждение почётными знаками Кировской области состоялось 17 марта 2010 г.

## Статистика награждений
По состоянию на 1 марта 2013 г.:
| Почётный знак                         | Количество награждённых           |
| ------------------------------------- | --------------------------------- |
| За заслуги перед Кировской областью   | 82                                |
| За милосердие и благотворительность   | 15                                |
| Надежда Кировской области             | 12 (по состоянию на июнь 2017 г.) |
| За безупречную государственную службу | 23                                |
| За безупречную муниципальную службу   | 25                                |
| Трудовая слава                        | 20                                |
| Трудовая династия                     | 10                                |
| Доблесть и усердие                    | 13                                |
| Педагогическая слава                  | –                                 |

## Список награждённых

### почётным знаком «За заслуги перед Кировской областью»
Указом Губернатора Кировской области от 17 марта 2010 г. № 18 Архивная копия от 2 апреля 2022 на Wayback Machine награждены:
- Безверхова Людмила Борисовна, доцент кафедры архитектуры государственного образовательного учреждения высшего профессионального образования «Вятский государственный университет»
- Генералов Юрий Павлович, председатель сельскохозяйственного производственного кооператива племенного завода «Новый», Зуевский район
- Киселёв Николай Петрович, депутат Законодательного Собрания Кировской области, консультант автономного учреждения «Кировский областной центр сельскохозяйственного консультирования «Клевера Нечерноземья», город Киров
- Попов Николай Васильевич, председатель Правления коммерческого банка «Хлынов» (открытое акционерное общество), город Киров, заслуженный экономист РСФСР
- Прохоров Алексей Юрьевич, директор Кирсинского филиала закрытого акционерного общества «Управляющая компания» УНКОМТЕХ – исполнительный директор открытого акционерного общества «Кирскабель», Верхнекамский район
- Росляков Николай Николаевич, генеральный директор открытого акционерного общества племенного завода «Октябрьский» Куменского района
- Смирнов Сергей Алексеевич, генеральный директор открытого акционерного общества «Кировский завод «Маяк»
- Толкачев Николай Иванович, генеральный директор закрытого акционерного общества «Спичечная фабрика «Белка-Фаворит», город Слободской
- Червяков Александр Дмитриевич, дважды Герой Социалистического Труда, Почётный гражданин Кировской области, председатель сельскохозяйственного производственного кооператива колхоза «Путь Ленина» Котельничского района
- Чистякова Галина Петровна, генеральный директор закрытого акционерного общества «Красный якорь», город Слободской

Указом Губернатора Кировской области от 23 сентября 2010 г. № 106 Архивная копия от 2 апреля 2022 на Wayback Machine награждён:
- генерал-полковник Капашин Валерий Петрович, начальник Федерального управления по безопасному хранению и уничтожению химического оружия, город Москва

Указом Губернатора Кировской области от 22 ноября 2010 г. № 136 Архивная копия от 4 марта 2016 на Wayback Machine награждены:
- Исупов Николай Алексеевич, генеральный директор открытого акционерного общества «Проектно-реставрационно-строительная фирма «АРСО», город Киров, заслуженный строитель Российской Федерации
- Кочурова Римма Михайловна, директор государственного образовательного учреждения среднего профессионального образования «Кировский технологический колледж»
- Кудин Леонид Федорович, плотник открытого акционерного общества «Проектно-реставрационно-строительная фирма «АРСО», город Киров
- Кузницын Алексей Викторович, начальник участка кузнечно-сварочных работ открытого акционерного общества «Проектно-реставрационно-строительная фирма «АРСО», город Киров
- Лиханов Альберт Анатольевич, председатель Общероссийского общественного благотворительного фонда «Российский детский фонд», город Москва, Почетный гражданин Кировской области
- Одношивкин Юрий Васильевич, главный врач Федерального государственного учреждения Центр реабилитации Фонда социального страхования Российской Федерации «Вятские Увалы», Кирово-Чепецкий район
- Сырчин Леонид Иванович, председатель совета Белохолуницкого районного потребительского общества

Указом Губернатора Кировской области от 16 февраля 2011 г. № 19 Архивная копия от 5 марта 2016 на Wayback Machine награждены:
- Кокорев Вячеслав Степанович, председатель Второго арбитражного апелляционного суда Кировской области
- Леденцова Татьяна Григорьевна, исполнительный директор государственного некоммерческого финансово-кредитного учреждения Кировский областной территориальный фонд обязательного медицинского страхования

Указом Губернатора Кировской области от 1 июня 2011 г. № 64 Архивная копия от 3 января 2015 на Wayback Machine награждены:
- Березин Николай Дмитриевич, председатель сельскохозяйственного производственного кооператива племзавода «Гарский», Оричевский район
- генерал-майор милиции Бучнев Вячеслав Михайлович, врио начальника Управления Министерства внутренних дел Российской Федерации по Кировской области
- Данелян Сергей Эдуардович, генеральный директор общества с ограниченной ответственностью «Вахруши-Юфть», Слободской район
- Кочои Самвел Мамадович, директор института (филиала) государственного образовательного учреждения высшего профессионального образования «Московская государственная юридическая академия имени О.Е. Кутафина» в городе Кирове
- Крохова Галина Федоровна, сборщик обуви общества с ограниченной ответственностью «Вахруши-литобувь», Слободской район
- Лопатин Вячеслав Сергеевич, слесарь механосборочных работ цеха спецмонтажных работ открытого акционерного общества «Электромашиностроительный завод «ЛЕПСЕ», город Киров
- Мамаев Геннадий Александрович, генеральный директор открытого акционерного общества «Электромашиностроительный завод «ЛЕПСЕ», город Киров
- Новиков Александр Владимирович, слесарь-ремонтник управления главного механика открытого акционерного общества «Электромашиностроительный завод «ЛЕПСЕ», город Киров
- Саитова Зоя Сергеевна, сборщик обуви общества с ограниченной ответственностью «Вахруши-литобувь», Слободской район
- Сураев Василий Куприянович, генеральный директор закрытого акционерного общества «Кировский молочный комбинат»

Указом Губернатора Кировской области от 15 июля 2011 г. № 83 Архивная копия от 2 апреля 2022 на Wayback Machine награждены:
- Бармин Юрий Васильевич, председатель Кировского областного суда
- Ганцырев Андрей Евгеньевич, слесарь по контрольно-измерительным приборам и автоматике закрытого акционерного общества «Кировский молочный комбинат»
- Злобин Сергей Александрович, тракторист-машинист открытого акционерного общества племенного завода «Октябрьский» Куменского района
- Караваев Владимир Анатольевич, каменщик 4 разряда общества с ограниченной ответственностью «Кирово-Чепецкое управление строительства Строительно-монтажное управление № 3»
- Коновалова Светлана Ивановна, оператор машинного доения коров сельскохозяйственного производственного кооператива племзавода «Гарский» Оричевского района
- Кочуров Сергей Иванович, генеральный директор открытого акционерного общества «Кирово-Чепецкое управление строительства+К»
- Таиров Валерий Юнусович, начальник Управления Федеральной службы исполнения наказаний по Кировской области
- полковник милиции в отставке Эпштейн-Злотников Марат Львович, Председатель Совета ветеранов органов внутренних дел и внутренних войск Кировской области

Указом Губернатора Кировской области от 13 сентября 2011 г. № 113 Архивная копия от 4 марта 2016 на Wayback Machine награждены:
- Бызов Герман Афанасьевич, генеральный директор открытого акционерного общества «Племзавод «Пижанский», Пижанский район
- Гасников Игорь Анатольевич, тракторист-машинист сельскохозяйственного производства (комбайнёра) сельскохозяйственного производственного кооператива (колхоза) «Красное знамя», Куменский район
- Дементьев Юрий Эдуардович, сборщик мебели общества с ограниченной ответственностью «Мебель энд цайт», город Кирово-Чепецк
- Зверев Николай Анатольевич, ведущий инженер средств радио и телевидения филиала «Кировский областной радиотелевизионный передающий центр» федерального государственного унитарного предприятия «Российская телевизионная и радиовещательная сеть»
- Злобин Александр Александрович, тракторист-машинист открытого акционерного общества племенного завода «Октябрьский», Куменский район
- Козловских Юрий Григорьевич, электромонтёр по эксплуатации распределительных сетей и оперативным переключениям электроремонтного цеха открытого акционерного общества «Вятское машиностроительное предприятие «АВИТЕК», город Киров
- Кокорина Нина Александровна, слесарь механосборочных работ открытого акционерного общества «Вятское машиностроительное предприятие «АВИТЕК», город Киров
- Кушов Борис Васильевич, генеральный директор открытого акционерного общества «Вятское машиностроительное предприятие «АВИТЕК», город Киров
- Полещук Петр Александрович, машинист трелевочной машины лесозаготовительного участка открытого акционерного общества «Майсклес», Мурашинский район
- Сидоров Андрей Александрович, генеральный директор общества с ограниченной ответственностью «Мебель энд цайт», город Кирово-Чепецк
- Смирнов Георгий Яковлевич, генеральный директор открытого акционерного общества «Майсклес», Мурашинский район
- Чукавина Нина Геннадьевна, оператор машинного доения коров закрытого акционерного общества Агрокомбинат племзавод «Красногорский», город Киров

Указом Губернатора Кировской области от 5 октября 2011 г. № 122 Архивная копия от 4 марта 2016 на Wayback Machine награждён:
- Подлевских Анатолий Михайлович, председатель Совета директоров открытого акционерного общества «Кировский завод по производству газосиликатных блоков «Кировгазосиликат»

Указом Губернатора Кировской области от 14 декабря 2011 г. № 148 Архивная копия от 1 июня 2012 на Wayback Machine награждён:
- Шаклеин Николай Иванович, член Совета Федерации Федерального Собрания Российской Федерации

Указом Губернатора Кировской области от 16 января 2012 г. № 1 Архивная копия от 1 июня 2012 на Wayback Machine награждены:
- Фещенко Петр Прокопьевич, ветеран органов прокуратуры Кировской области, заслуженный юрист Российской Федерации
- Юнгблюд Валерий Теодорович, ректор федерального государственного бюджетного образовательного учреждения высшего профессионального образования «Вятский государственный гуманитарный университет», доктор исторических наук, профессор

Указом Губернатора Кировской области от 1 февраля 2012 г. № 11 Архивная копия от 1 июня 2012 на Wayback Machine награждены:
- Глушков Александр Дмитриевич, член областного совета ветеранов (пенсионеров) войны, труда, Вооружённых Сил и правоохранительных органов, председатель комиссии по социальной защите ветеранов
- Мальцев Григорий Тимофеевич, председатель Кирово-Чепецкого городского совета ветеранов (пенсионеров) войны, труда, Вооружённых Сил и правоохранительных органов, Почетный гражданин города Кирово-Чепецка
- Татаринов Иван Константинович, заместитель председателя Котельничского районного совета ветеранов (пенсионеров) войны, труда, Вооружённых Сил и правоохранительных органов

Указом Губернатора Кировской области от 21 марта 2012 г. № 30 Архивная копия от 1 июня 2012 на Wayback Machine награждены:
- Гаврилов Георгий Алексеевич, подполковник в отставке, председатель Совета ветеранов органов безопасности Кировской области
- Мачин Андрей Юрьевич, слесарь-инструментальщик инструментального производства открытого акционерного общества «Электромашиностроительный завод «ВЭЛКОНТ», город Кирово-Чепецк Кировской области
- Поспелова Наталья Ивановна, кандидат искусствоведения, доцент, декан факультета философии и культурологии федерального государственного бюджетного образовательного учреждения высшего профессионального образования «Вятский государственный гуманитарный университет», город Киров
- Шестаков Владимир Сергеевич, генеральный директор открытого акционерного общества «Электромашиностроительный завод «ВЭЛКОНТ», город Кирово-Чепецк Кировской области

Указом Губернатора Кировской области от 18 мая 2012 г. № 59 Архивная копия от 4 марта 2016 на Wayback Machine награждены:
- Кашин Виктор Алексеевич, художник-живописец, член Вятского регионального отделения Всероссийской творческой общественной организации «Союз художников России»
- Семеновых Юрий Михайлович, ветеран труда, председатель Совета ветеранов работников администрации Правительства Кировской области

Указом Губернатора Кировской области от 23 мая 2012 г. № 63 Архивная копия от 2 апреля 2022 на Wayback Machine награждены:
- Крутихина Елена Валентиновна, оператор машинного доения открытого акционерного общества «Агрофирма Среднеивкино», Верхошижемский район Кировской области
- Хоменок Евгений Львович, председатель некоммерческой организации – Объединение работодателей Кировской области «Совет хозяйственных руководителей», город Киров

Указом Губернатора Кировской области от 26 июня 2012 г. № 73 Архивная копия от 5 марта 2016 на Wayback Machine награждены:
- Доротюк Ольга Юрьевна, генеральный директор открытого акционерного общества «Весна», город Киров
- Лучинина Татьяна Михайловна, швея открытого акционерного общества «Весна», город Киров
- полковник внутренней службы Островский Владимир Васильевич, заместитель начальника Главного управления – начальник управления надзорной деятельности Главного управления МЧС России по Кировской области (главный государственный инспектор Кировской области по пожарному надзору)
- Харькин Николай Викторович, директор Закрытого акционерного общества «Агрофирма Среднеивкино», Верхошижемский район Кировской области

Указом Губернатора Кировской области от 28 августа 2012 г. № 105 Архивная копия от 4 марта 2016 на Wayback Machine награждён:
- Опарин Александр Алексеевич, заместитель директора департамента государственной собственности Кировской области

Указом Губернатора Кировской области от 31 августа 2012 г. № 107 Архивная копия от 6 апреля 2013 на Wayback Machine награждены:
- Гурина Любовь Михайловна, тренер-преподаватель Кировского областного государственного автономного образовательного учреждения дополнительного образования детей «Вятская областная специализированная детско-юношеская спортивная школа олимпийского резерва», заслуженный мастер спорта по легкой атлетике
- Конышева Татьяна Анатольевна, учитель географии муниципального казённого образовательного учреждения средней общеобразовательной школы села Среднеивкино Верхошижемского района
- Можина Татьяна Васильевна, заместитель директора по учебно-воспитательной работе муниципального казённого образовательного учреждения средней общеобразовательной школы пос. Торфяной Оричевского района
- Соболев Александр Анатольевич, главный врач Кировского областного государственного бюджетного учреждения здравоохранения «Кировская городская клиническая больница № 7»

Указом Губернатора Кировской области от 28 ноября 2012 г. № 150 Архивная копия от 6 апреля 2013 на Wayback Machine награждены:
- Егоров Андрей Егорович, ветеран труда, заслуженный врач РСФСР
- Маренин Николай Александрович, начальник Главного управления Центрального банка Российской Федерации по Кировской области

Указом Губернатора Кировской области от 29 декабря 2012 г. № 171 Архивная копия от 6 апреля 2013 на Wayback Machine награждены:
- Эсауленко Олег Иванович, председатель Кировской областной организации Общероссийской общественной организации «Всероссийское общество инвалидов»
- Смирнов Василий Васильевич, главный редактор общества с ограниченной ответственностью «Редакция газеты «Вятский Край», город Киров

Указом Губернатора Кировской области от 26 февраля 2013 г. № 26 Архивная копия от 4 марта 2016 на Wayback Machine награждены:
- Кощеев Геннадий Демьянович, ветеран труда
- Лялин Сергей Константинович, инженер по ремонту цеха маломощных ретрансляторов филиала «Кировский областной радиотелевизионный передающий центр» федерального государственного унитарного предприятия «Российская телевизионная и радиовещательная сеть»
- Мордвин Николай Афанасьевич, председатель сельскохозяйственного производственного кооператива «Восход Белохолуницкого района
- Немыкин Александр Юрьевич, Председатель Совета директоров общества с ограниченной ответственностью «Вятский торговый Дом», город Киров

### почётным знаком «За милосердие и благотворительность»
Указом Губернатора Кировской области от 17 марта 2010 г. № 18 Архивная копия от 2 апреля 2022 на Wayback Machine награждены:
- Иванова Валентина Павловна, председатель правления Кировского отделения Общероссийского общественного благотворительного фонда «Российский Детский фонд», город Киров
- Савиных Владимир Васильевич, генеральный директор открытого акционерного общества «Кировский маргариновый завод»

Указом Губернатора Кировской области от 22 ноября 2010 г. № 136 Архивная копия от 4 марта 2016 на Wayback Machine награждены:
- Дудникова Наталья Михайловна, директор Кировского областного государственного учреждения социального обслуживания «Белохолуницкий комплексный центр социального обслуживания населения»
- Жукова Вера Васильевна, отличник здравоохранения, ветеран труда

Указом Губернатора Кировской области от 1 июня 2011 г. № 64 Архивная копия от 3 января 2015 на Wayback Machine награждена:
- Смирнова Ольга Сергеевна, исполнительный директор некоммерческой организации благотворительного фонда «Содружество», город Киров

Указом Губернатора Кировской области от 15 июля 2011 г. № 83 Архивная копия от 2 апреля 2022 на Wayback Machine награждён:
- Куклин Вячеслав Сергеевич, генеральный директор открытого акционерного общества «Кировская коммерческая компания»

Указом Губернатора Кировской области от 16 января 2012 г. № 1 Архивная копия от 1 июня 2012 на Wayback Machine награждены:
- Ворожцова Нина Павловна, председатель профсоюзного комитета открытого акционерного общества «Вятское машиностроительное предприятие «АВИТЕК», город Киров
- Лобов Анатолий Витальевич, коммерческий директор индивидуального предпринимателя «Лобова Татьяна Дмитриевна», город Котельнич

Указом Губернатора Кировской области от 11 июля 2012 г. № 84 Архивная копия от 4 марта 2016 на Wayback Machine награждён:
- Березин Олег Юрьевич, директор общества с ограниченной ответственностью фирма «Глобус», город Киров

Указом Губернатора Кировской области от 19 сентября 2012 г. № 116 Архивная копия от 6 апреля 2013 на Wayback Machine награждены:
- Алекперова Нелли Юсуфовна, президент некоммерческой организации «Благотворительный фонд «Лукойл», город Москва
- Козьминых Анатолий Николаевич, генеральный директор закрытого акционерного общества «Маркетинг бюро», председатель попечительского совета муниципального казённого образовательного учреждения для детей-сирот и детей, оставшихся без попечения родителей, «Специальный (коррекционный) детский дом для детей с ограниченными возможностями здоровья № 1 «Надежда» города Кирова

Указом Губернатора Кировской области от 26 сентября 2012 г. № 118 Архивная копия от 6 апреля 2013 на Wayback Machine награждена:
- Шалагинова Елена Николаевна, заместитель директора по внеучебной работе Кировского филиала Аккредитованного образовательного частного учреждения высшего профессионального образования «Московский финансово-юридический университет МФЮА»

Указом Губернатора Кировской области от 28 ноября 2012 г. № 150 Архивная копия от 6 апреля 2013 на Wayback Machine награждён:
- Маури Андрей Альбертович, директор общества с ограниченной ответственностью «Издательско-полиграфическое предприятие «Информационный центр»

Указом Губернатора Кировской области от 13 декабря 2012 г. № 156 Архивная копия от 6 апреля 2013 на Wayback Machine награждены:
- Сырчин Игорь Юрьевич, генеральный директор общества с ограниченной ответственностью «Газпром межрегионгаз Киров»
- Цветкова Наталья Алексеевна, заместитель председателя, директор благотворительных программ Кировского областного отделения Общероссийского общественного благотворительного фонда «Российский детский фонд»

### почётным знаком «Надежда Кировской области»
Указом Губернатора Кировской области от 17 марта 2010 г. № 18 Архивная копия от 2 апреля 2022 на Wayback Machine награждены:
- Беляев Андрей Юрьевич, спортсмен-инструктор по пауэрлифтингу государственного образовательного учреждения дополнительного образования детей «Вятская областная специализированная детско-юношеская спортивная школа олимпийского резерва», мастер спорта международного класса, член сборной команды Российской Федерации
- Новоселов Вячеслав Николаевич, студент государственного образовательного учреждения высшего профессионального образования «Вятский государственный гуманитарный университет», учащийся государственного образовательного учреждения дополнительного образования детей «Кировская областная специализированная детско-юношеская спортивная школа олимпийского резерва»

Указом Губернатора Кировской области от 22 ноября 2010 г. № 136 Архивная копия от 4 марта 2016 на Wayback Machine награждён:
- Гырдымов Михаил Владимирович, доцент кафедры физики государственного образовательного учреждения высшего профессионального образования «Вятский государственный университет», кандидат педагогических наук

Указом Губернатора Кировской области от 1 июня 2011 г. № 64 Архивная копия от 3 января 2015 на Wayback Machine награждена:
- Филимонова Анастасия Леонидовна, главный балетмейстер ансамбля песни и танца «Искорка» муниципального учреждения культуры «Искровский сельский Дом культуры», Котельничский район

Указом Губернатора Кировской области от 16 января 2012 г. № 1 Архивная копия от 1 июня 2012 на Wayback Machine награждён:
- Колупаев Алексей Вячеславович, старший преподаватель кафедры химии федерального государственного бюджетного образовательного учреждения высшего профессионального образования «Вятский государственный гуманитарный университет», кандидат биологических наук

### почётным знаком «За безупречную государственную службу»
Указом Губернатора Кировской области от 2 сентября 2011 г. № 109 Архивная копия от 5 марта 2016 на Wayback Machine награждены:
- Криницын Юрий Викторович, руководитель региональной службы по тарифам Кировской области
- Перескоков Александр Викторович, заместитель Председателя Правительства области – управляющий делами Правительства области
- Ситников Александр Михайлович, начальник управления специальной документальной связи администрации Правительства Кировской области

Указом Губернатора Кировской области от 16 января 2012 г. № 1 Архивная копия от 1 июня 2012 на Wayback Machine награждены:
- Помелов Геннадий Васильевич, заместитель начальника управления по вопросам местного самоуправления администрации Правительства Кировской области
- Шихов Владимир Романович, заместитель начальника управления делопроизводства администрации Правительства Кировской области

Указом Губернатора Кировской области от 1 февраля 2012 г. № 11 Архивная копия от 1 июня 2012 на Wayback Machine награждена:
- Круковская Наталья Владимировна, заместитель главы департамента финансов Кировской области

Указом Губернатора Кировской области от 21 марта 2012 г. № 30 Архивная копия от 1 июня 2012 на Wayback Machine награждены:
- Васильев Владимир Александрович, помощник члена Совета Федерации Федерального Собрания Российской Федерации
- Новикова Татьяна Павловна, старший специалист 1 разряда аппарата заместителя Председателя Правительства области

Указом Губернатора Кировской области от 4 апреля 2012 г. № 38 Архивная копия от 1 июня 2012 на Wayback Machine награждена:
- Козловских Наталья Сергеевна, ветеран труда

Указом Губернатора Кировской области от 18 мая 2012 г. № 59 Архивная копия от 4 марта 2016 на Wayback Machine награждены:
- Балезин Николай Александрович, заместитель главы департамента, начальник управления архитектуры департамента строительства и архитектуры Кировской области
- Лущиков Валерий Германович, ведущий специалист-эксперт отдела социального партнерства и трудовых отношений управления по регулированию трудовых отношений департамента промышленного развития Кировской области
- Хохлов Николай Константинович, заместитель начальника управления, начальник отдела социального партнерства и трудовых отношений управления по регулированию трудовых отношений департамента промышленного развития Кировской области

Указом Губернатора Кировской области от 11 июля 2012 г. № 84 Архивная копия от 4 марта 2016 на Wayback Machine награждена:
- Ковалева Елена Васильевна, заместитель Председателя Правительства области, глава департамента финансов Кировской области

Указом Губернатора Кировской области от 31 августа 2012 г. № 107 Архивная копия от 6 апреля 2013 на Wayback Machine награждены:
- Коробанов Владимир Иванович, заместитель начальника отдела по организации социального обслуживания департамента социального развития Кировской области
- Котлячков Алексей Алексеевич, заместитель Председателя Правительства области, глава департамента сельского хозяйства и продовольствия Кировской области
- Санина Людмила Валерьевна, заместитель начальника государственной жилищной инспекции Кировской области
- Филимонов Анатолий Владимирович, начальник управления по регулированию трудовых отношений департамента промышленного развития Кировской области

Указом Губернатора Кировской области от 19 сентября 2012 г. № 116 Архивная копия от 6 апреля 2013 на Wayback Machine награждён:
- Лаптев Юрий Николаевич, председатель Контрольно-счетной палаты Кировской области

Указом Губернатора Кировской области от 28 ноября 2012 г. № 150 Архивная копия от 6 апреля 2013 на Wayback Machine награждены:
- Макаров Олег Николаевич, начальник управления специальных программ и информационной безопасности администрации Правительства Кировской области
- Степанова Людмила Ивановна, ветеран труда, начальник управления записи актов гражданского состояния (ЗАГС) Кировской области с 1998 по 2011 год

Указом Губернатора Кировской области от 29 декабря 2012 г. № 171 Архивная копия от 6 апреля 2013 на Wayback Machine награждён:
- Чурин Анатолий Михайлович, глава департамента образования Кировской области

Указом Губернатора Кировской области от 26 февраля 2013 г. № 26 Архивная копия от 4 марта 2016 на Wayback Machine награждены:
- Горбунов Анатолий Александрович, начальник управления Центрального образовательного округа департамента образования Кировской области
- Князькин Леонид Иванович, глава департамента жилищно-коммунального хозяйства Кировской области

### почётным знаком «За безупречную муниципальную службу»
Указом Губернатора Кировской области от 2 сентября 2011 г. № 109 Архивная копия от 5 марта 2016 на Wayback Machine награждены:
- Жданов Александр Васильевич, глава муниципального образования городской округ город Котельнич Кировской области с 1997 по 2011 год
- Полянцев Петр Михайлович, глава муниципального образования Унинский муниципальный район Кировской области
- Потапенко Юрий Тимофеевич, глава муниципального образования Юрьянский муниципальный район Кировской области с 1993 по 2011 год
- Смирнов Вячеслав Федорович, глава муниципального образования Оричевский муниципальный район Кировской области с 1990 по 2011 год

Указом Губернатора Кировской области от 16 января 2012 г. № 1 Архивная копия от 1 июня 2012 на Wayback Machine награждены:
- Журавлева Алевтина Григорьевна, глава муниципального образования Пасеговское сельское поселение Кирово-Чепецкого района Кировской области
- Ищук Людмила Никоноровна, глава муниципального образования Мухинское сельское поселение Зуевского района Кировской области
- Стрельников Николай Николаевич, глава муниципального образования Пижанский муниципальный район Кировской области с 2001 по 2011 год

Указом Губернатора Кировской области от 23 мая 2012 г. № 63 Архивная копия от 2 апреля 2022 на Wayback Machine награждён:
- Мальцев Николай Михайлович, заместитель главы администрации муниципального образования Уржумский муниципальный район Кировской области, начальник муниципального казённого учреждения «Управление сельского хозяйства администрации Уржумского муниципального района»

Указом Губернатора Кировской области от 26 июня 2012 г. № 73 Архивная копия от 5 марта 2016 на Wayback Machine награждены:
- Агибалова Нина Викторовна, заведующая архивным отделом администрации муниципального образования Афанасьевский муниципальный район Кировской области
- Шумкова Светлана Николаевна, заместитель начальника муниципального казённого учреждения управления образования администрации Верхнекамского района Кировской области

Указом Губернатора Кировской области от 31 августа 2012 г. № 107 Архивная копия от 6 апреля 2013 на Wayback Machine награждены:
- Мальшакова Ольга Ивановна, заведующая районным отделом Фаленской районной Думы
- Романова Надежда Александровна, управляющая делами администрации муниципального образования «Город Кирово-Чепецк» Кировской области

Указом Губернатора Кировской области от 19 сентября 2012 г. № 116 Архивная копия от 6 апреля 2013 на Wayback Machine награждены:
- Лебедева Ольга Ивановна, заведующая отделом экономики администрации муниципального обр19 сентября 2012 г., № 116 – азования Фаленский муниципальный район Кировской области
- Немтинов Евгений Борисович, управляющий делами администрации муниципального образования «Город Киров»
- Останина Нина Леонидовна, заместитель главы администрации Богородский муниципальный район Кировской области по социальным вопросам и профилактике правонарушений
- Покручина Альбина Александровна, заместитель главы администрации муниципального образования «Город Киров»
- Попонина Маргарита Александровна, специалист 1 категории муниципального казённого учреждения администрации Камского сельского поселения Верхнекамского района Кировской области

Указом Губернатора Кировской области от 26 сентября 2012 г. № 118 Архивная копия от 6 апреля 2013 на Wayback Machine награждены:
- Карпов Владимир Анатольевич, заместитель начальника территориального управления администрации муниципального образования «Город Киров» по Ленинскому району
- Преснецов Александр Анатольевич, первый заместитель главы администрации муниципального образования «Город Киров»
- Радостева Татьяна Ивановна, заместитель главы муниципального казённого учреждения Администрации Кирсинского городского поселения Верхнекамского района Кировской области
- Якимов Александр Михайлович, глава администрации муниципального образования Богородский муниципальный район Кировской области

Указом Губернатора Кировской области от 28 ноября 2012 г. № 150 Архивная копия от 6 апреля 2013 на Wayback Machine награждены:
- Варанкина Екатерина Александровна, главный специалист управления образованием по дополнительному образованию администрации Афанасьевского района
- Грачев Юрий Владимирович, первый заместитель главы администрации Куменского муниципального района Кировской области по общим и социальным вопросам
- Савиных Владимир Николаевич, главный специалист по капитальному строительству отдела по вопросам жизнеобеспечения и гражданской защиты администрации Оричевского района
- Селяков Михаил Николаевич, начальник управления имуществом и земельными ресурсами Лузского района

### почётном знаком «Доблесть и усердие»
Указом Губернатора Кировской области от 13 декабря 2012 г. № 156 Архивная копия от 6 апреля 2013 на Wayback Machine награждены:
- подполковник Абаимов Ростислав Юрьевич, сотрудник Управления Федеральной службы безопасности Российской Федерации по Кировской области
- майор Арасланова Нурия Равиловна, сотрудник Управления Федеральной службы безопасности Российской Федерации по Кировской области

Указом Губернатора Кировской области от 17 декабря 2012 г. № 163 Архивная копия от 6 апреля 2013 на Wayback Machine награждён:
- генерал-майор Трушкин Сергей Петрович, начальник Управления Федеральной службы безопасности Российской Федерации по Кировской области

Указом Губернатора Кировской области от 29 декабря 2012 г. № 172 Архивная копия от 6 апреля 2013 на Wayback Machine награждены:
- Виноградов Леонид Алексеевич, ветеран органов прокуратуры Кировской области
- Лукьянов Эдуард Владимирович, заместитель председателя Кировского областного суда
- Чупрынов Иван Дмитриевич, ветеран органов прокуратуры Кировской области

Указом Губернатора Кировской области от 9 января 2013 г. № 1 Архивная копия от 6 апреля 2013 на Wayback Machine награждены:
- майор полиции Безруков Сергей Владимирович, начальник отдела уголовного розыска Межмуниципального отдела Министерства внутренних дел Российской Федерации «Нолинский»
- полковник полиции Васенев Василий Ильич, начальник Межмуниципального отдела Министерства внутренних дел Российской Федерации «Яранский»
- подполковник полиции Христолюбов Павел Николаевич, начальник отделения полиции «Пижанское» Межмуниципального отдела Министерства внутренних дел Российской Федерации «Советский»

Указом Губернатора Кировской области от 26 февраля 2013 г. № 26 Архивная копия от 4 марта 2016 на Wayback Machine награждены:
- полковник внутренней службы Бурим Василий Васильевич, начальник объединения – начальник исправительной колонии № 29 федерального казённого учреждения «Объединение исправительных колоний № 5 Управления Федеральной службы исполнения наказаний по Кировской области»
- полковник полиции Гурьянов Владимир Валентинович, начальник 2 отдела оперативно-технической и поисковой службы Управления Федеральной службы Российской Федерации по контролю за оборотом наркотиков по Кировской области
- полковник внутренней службы Кунстман Виктор Константинович, заместитель начальника Управления Федеральной службы исполнения наказаний по Кировской области
- подполковник полиции Тулин Сергей Вячеславович, заместитель начальника финансового отдела Управления Федеральной службы Российской Федерации по контролю за оборотом наркотиков по Кировской области

### почётным знаком «Трудовая слава»
Распоряжением Правительства Кировской области от 30 ноября 2012 г. № 375 Архивная копия от 6 апреля 2013 на Wayback Machine награждены:
- Бакин Дмитрий Алексеевич, водитель товарищества на вере «Рассохин и компания – Новомедянское», Юрьянский район Кировской области
- Бондарев Анатолий Александрович, бригадир тракторной бригады сельскохозяйственного производственного кооператива (колхоза) «Рассвет», Арбажский район Кировской области
- Бурдаев Борис Петрович, старший машинист котлотурбинного цеха Кировской ТЭЦ-5 Кировского филиала открытого акционерного общества «ТГК-5», город Киров
- Васильевых Виктор Александрович, водитель закрытого акционерного общества «Агрофирма «Дороничи», город Киров
- Воронова Людмила Сергеевна, оператор птицеводства инкубаторной станции общества с ограниченной ответственностью «Уржумская племптицефабрика», город Уржум Кировской области
- Корзунин Борис Яковлевич, стеклодува научно-исследовательского блока производственной лаборатории открытого акционерного общества «Завод минеральных удобрений Кирово-Чепецкого химического комбината», город Кирово-Чепецк Кировской области
- Крутихина Римма Викторовна, кладовщик склада готовой продукции открытого акционерного общества «Булочно-кондитерский комбинат», город Киров
- Ложкин Святослав Владимирович, машинист тепловоза железнодорожного комплекса филиала общества с ограниченной ответственностью «УРАЛХИМ-ТРАНС» в городе Кирово-Чепецке Кировской области
- Мазитова Алина Михайловна, оператор машинного доения коров общества с ограниченной ответственностью «Рассвет», Санчурский район Кировской области
- Мохов Николай Аркадьевич, комбайнёр закрытого акционерного общества «Заречье», город Киров
- Огородников Александр Михайлович, тракторист общества с ограниченной ответственностью «Корма», Вятскополянский район Кировской области
- Перевозчиков Виктор Николаевич, тракторист-машинист общества с ограниченной ответственностью «Петровское», Уржумский район Кировской области
- Питиримова Татьяна Александровна, оператор машинного доения коров закрытого акционерного общества «Зыковское», Нолинский район Кировской области
- Полякова Нина Серафимовна, обвальщик мяса закрытого акционерного общества «Заречье плюс», город Киров
- Попова Александра Ильинична, аппаратчик по приготовлению майонеза открытого акционерного общества «Производственный холдинг «Здрава», город Киров
- Продовиков Александр Александрович, тракторист-машинист сельскохозяйственного производственного кооператива племколхоза «Шварихинский», Нолинский район Кировской области
- Стасенко Владимир Егорович, оператор машинного доения коров открытого акционерного общества племенного завода «Октябрьский», Куменский район Кировской области
- Черницын Александр Павлович, глава крестьянского (фермерского) хозяйства «Южаковское», Верхнекамский район Кировской области
- Чернышев Александр Алексеевич, тракторист-машинист сельскохозяйственного производственного кооператива (колхоза) «Заозерский», Санчурский район Кировской области
- Чернядьева Надежда Владимировна, начальник участка цеха очистных сооружений водопровода открытого акционерного общества «Кировские коммунальные системы», город Киров

### почётным знаком «Трудовая династия»
Распоряжением Правительства Кировской области от 30 ноября 2012 г. № 375 Архивная копия от 6 апреля 2013 на Wayback Machine награждены:
- Багаев Михаил Васильевич, водитель общества с ограниченной ответственностью «Агрофирма «Коршик», Оричевский район Кировской области
- Буркова Людмила Аркадьевна, оператор машинного доения коров закрытого акционерного общества «Агрофирма Среднеивкино», Верхошижемский район Кировской области
- Костина Раиса Васильевна, оператор машинного доения коров открытого акционерного общества «Лужановское», Советский район Кировской области
- Котельникова Любовь Анатольевна, врач кировского областного государственного бюджетного учреждения здравоохранения «Подосиновская центральная районная больница имени Н.В. Отрокова», Подосиновский район Кировской области
- Кудрявцев Валентин Павлович, тракторист сельскохозяйственного производственного кооператива «Земледелец», Унинский район Кировской области
- Мальцев Александр Сергеевич, электромонтёр по эксплуатации распределительных сетей филиала «Кировэнерго» открытого акционерного общества «МРСК Центра и Приволжья», город Киров
- Машкин Иван Георгиевич, водитель сельскохозяйственного производственного кооператива – колхоза «Ленинец» Пижанского района Кировской области
- Охотникова Августа Васильевна, инженер группы технического надзора за капитальным строительством Кировской ТЭЦ-4 Кировского филиала открытого акционерного общества «ТГК-5», город Киров
- Семушина Любовь Трофимовна, оператор машинного доения коров сельскохозяйственной артели (колхоза) имени Ленина, Зуевский район Кировской области
- Чаузов Игнатий Осипович, ветеран труда, бывший работник филиала «Кирово-Чепецкого химического комбината» открытого акционерного общества «Объединенная химическая компания» «УРАЛХИМ» в городе Кирово-Чепецке Кировской области